# Dong Xue
Dong Xue (chiń. 董雪, ur. 17 sierpnia 1986 r. w prow. Jilin) – chińska biathlonistka. Dotychczas najlepszy swój występ odnotowała w Oberhofie zajmując 6. miejsce. Ma 167 cm wzrostu.
W 2002 zdobyła trzy złote medale na Mistrzostwach Świata Juniorów w Ridnaun. Zwyciężyła w sprincie, biegu pościgowym a także w sztafecie.